# Paranthea
Paranthea is een geslacht van zeeanemonen uit de familie van de Aiptasiidae. 

## Soort
- Paranthea armata Verrill, 1868